# Laura Les
Laura Les (Saint Louis, 2 december 1994) is een Amerikaanse zangeres, liedjeschrijfster en muziekproducent die bekendstaat als de helft van 100 Gecs. Ze staat bekend om haar hitsingles "money machine" en het album "1000 gecs". Daarnaast staat ze bekend als Osno1, hoewel ze deze naam tegenwoordig niet meer bezigt.
In 2020 trad ze op verschillende populaire festivals, waaronder Coachella, alsook het Minecraftfestival met 100 Gecs.

## Jeugd
Laura Les groeide op in Webster Groves (Saint Louis).

## Privéleven
Ze trouwde met cartoonist Gabriel Mason Howell op 13 oktober 2017. Ze woonde in Chicago van 2013 tot 2020. Ze verhuisde naar Los Angeles met Howell om dichterbij Brady te werken.

## 100 Gecs
Les en Brady, die slechts kilometers van elkaar verwijderd woonden in Saint Louis (Brady in Kirkwood, Les in Webster Groves), ontmoetten elkaar voor het eerst tijdens de middelbare school op een rodeo. Ze kwamen echter voor het eerst op het idee om samen te werken nadat ze elkaar opnieuw hadden ontmoet op een huisfeest in 2012, waar Les vroeg vertrok naar huis. In de winter van 2015 produceerden Les en Brady voor het eerst samen muziek, ze namen op in Chicago – Brady 'dacht dat het heel gaaf zou zijn als we het ergens heel koud deden' – en brachten uiteindelijk zelf hun eerste ep 100 gecs op 12 juli 2016 uit.

## Solocarrière
Sinds 2021 focust Laura Les op haar eigen solocarrière. Ze stond bekend als Osno1 maar tegenwoordig gebruikt ze deze naam niet meer. Op 12 maart 2021 gaf ze Haunted uit. Dit nummer werd oorspronkelijk gespeeld gedurende het A2B2 Night of Fire virtual concert. Weston Allen werkte aan de video, waar Les opzei dat "Weston kreeg een paar schots die ik niet kon geloven. Hij is zo goed. Het is altijd leuk om dingen met hem te doen, want hij is van plan om stukjes willekeurige ideeën te nemen en er een beetje mee te los te lopen. Een proces met zeer laag drukgehalte." Naar eigen zeggen groeide Les op in een spookhuis, haar inspiratie waren vooral gevoelens maar ze legt de nadruk op het feit dat er niet zoveel achter zit.
Les gaat ook nog verschijnen op het nieuwe album van Charli XCX, How I'm Feeling Now. Voorheen werkte ze al eens samen, onder andere bij Ringtone.
Laura Les is voornamelijk actief in Chicago.

## Discografie

### Albums en producties
| Titel                | Jaar | Uitgegeven door   | Artiesten                                               |
| -------------------- | ---- | ----------------- | ------------------------------------------------------- |
| Big Summer Jams 2018 | 2018 | Zelf-gepubliceerd | Laura Les                                               |
| Crossed Out          | 2018 | Skrrt Digital     | Yung Skrrt - Triple Other (geproduceerd door Laura Les) |

### Singles
| Titel                                        | Jaar | Uitgegeven door       | Artiesten                                  |
| -------------------------------------------- | ---- | --------------------- | ------------------------------------------ |
| Anymore (Laura Les Remix)                    | 2019 | Hazheart Records      | Lil Aaron met Kim Petras - Anymore Remixes |
| Leaving (Laura Les Remix)                    | 2021 | Run For Cover Records | Katie Dey - Urdata                         |
| 1000 Gecs                                    | 2020 | Dog Show Records      | 100 Gecs, Laura Les                        |
| Pussy Poppin (I Don't Really Talk Like This) | 2020 | Sugar Trap            | Rico Nasty, gecomponeerd door Laura Les    |
| Haunted                                      | 2021 | Onbekend              | Laura Les                                  |